# جويل أغسطس روجرز
جويل أغسطس روجرز (بالإنجليزية: Joel Augustus Rogers)‏ هو مؤرخ وكاتب أمريكي، ولد في 6 سبتمبر 1883، وتوفي في 26 مارس 1966.